# Santa (novela)
Santa es una novela publicada en 1903 por el escritor mexicano Federico Gamboa. Se la dedicó a Jesús F. Contreras, con quien tenía una estrecha amistad.

## Antecedentes del autor
Escrita por Federico Gamboa Iglesias (Ciudad de México; 22 de diciembre de 1864 - íb.; 15 de agosto de 1939). Gamboa fue periodista, narrador y autor dramático mexicano, que ha sido considerado como uno de los máximos exponentes del naturalismo en México.
La vida de Federico Gamboa estuvo marcada por la diplomacia política y la de las letras. Sus relatos obtienen gran fuerza, fruto de su opción por la sordidez y la crudeza de la expresión, cualidad esta última, puesta en realidad al servicio de una voluntad claramente moralizadora.

## Influencia del naturalismo en su obra
El sistema de preferencias establecido por Gamboa respecto a la novela mexicana del siglo XIX —"El Periquillo Sarniento", "Astucia", "Los Bandidos de Río Frío"— pasó a nuestras historias literarias y hasta hoy se mantiene incontestado. Su afán de establecer críticamente una tradición autóctona, continúa, a casi medio siglo de distancia, con las preocupaciones de Ignacio Manuel Altamirano y al tiempo que anticipa la tendencia nacionalista de las primeras décadas posrevolucionarias, es —sin proponérselo— un eco del movimiento iniciado por los alumnos de la Escuela de Artes Plásticas, que serían más tarde las grandes figuras del muralismo. Gamboa intentó aclimatar en México la corriente naturalista y hacer respetable y profesional la tarea de escribir novelas. 
En estas páginas teóricas, tan infrecuentes en nuestra literatura, Gamboa defiende la seriedad de la novela —"suprema florescencia de una civilización"— capaz de abarcarlo todo y regir un dominio más vasto que el de la historia. El texto constituye la única producción crítica de Gamboa, si se exceptúan las "revistas" (las reviews, las reseñas) que escribió en años juveniles antes de entrar en la diplomacia. En cuanto "critica de practicante", reflexiones de un novelista en torno de su arte y de quienes en su país lo representan, las páginas de Gamboa son un antecedente de cien años de novela mexicana que Mariano Azuela dio a conocer en 1947 para, entre otras cosas, expulsar a Gamboa del recinto invisible donde perduran nuestros grandes novelistas. La novela mexicana, escrita al borde del colapso del porfiriato, liquida una época: al abandonar literaria y físicamente el escenario, Gamboa y sus contemporáneos dejan su lugar a un ciclo que comenzará al año siguiente cuando en el folletín de "El Paso del Norte" se publica Los de abajo.

## Argumento
La historia de Santa se desarrolla en una casa de citas en la Ciudad de México en la época porfiriana. Muestra el lado oscuro de una hipócrita sociedad conservadora que por un lado promueve la moral y los “valores de la época” y por el otro de manera fortuita practica las más terribles bajezas y vicios morales.
Santa es una joven de 19 años que llega a un burdel propiedad de doña Elvira, donde de inmediato la someten a rigurosos exámenes físicos y  análisis de médicos para determinar si es una joven sana y sobre todo un “producto” que genere dinero a  la ambiciosa doña Elvira. Durante la primera noche en el burdel, Santa es obligada por doña Elvira a convivir con los clientes. Al mismo tiempo conoce a Hipólito (el pianista ciego que anima el burdel) y a Jenaro, su lazarillo.
Santa cuenta su historia a su primer cliente: proviene de Chimalistac, donde vivió con su madre y sus hermanos, los cuales trabajan en una fábrica. Marcelino Beltrán, un militar de alto rango, la convence mediante argucias que se entregue a él. Producto de ese embauco, Santa queda embarazada. Marcelino se desentiende de Santa y a los pocos meses ella aborta y su madre y hermanos la echan de casa. Algún tiempo antes había conocido a Pepa, la ayudante de doña Elvira, quien le dijo que la buscara si algún día le faltase trabajo. Es así como termina en casa de doña Elvira.
Santa se convierte rápidamente en la preferida de los clientes y por supuesto de doña Elvira. Por otro lado, su amistad con Hipólito crece, mientras que éste se enamora de ella. Para alimentar su ilusión, Hipólito siempre le pide a Jenaro que se la describa pues él no la puede ver.
A medida que pasa el tiempo Santa se va dando cuenta de que en la casa de doña Elvira se ha gestado una profunda animadversión hacia ella por ser la preferida de los clientes y de la misma doña Elvira. Poco después de su regreso, sus hermanos la localizan para comunicarle que su madre ha muerto pero que antes de morir le concedió su perdón. A pesar de esto, ellos la desconocen y le piden que jamás los busque.
El Jarameño, un matador de toros que frecuenta la casa de citas de doña Elvira, ofrece a Santa alejarla de la prostitución, y la lleva a la casa de huéspedes conocida como "La Guipuzcoana". Todo transcurre en calma hasta que ella empieza a sentirse sola, y en su necesidad de atención engaña al Jarameño con un inventor de apellido Ripoll. El Jarameño los descubre y ella se ve obligada a regresar a casa de doña Elvira.
Una noche, luego de ciertos desafortunados acontecimientos en la casa de doña Elvira, tanto Hipólito como Santa y sus compañeras de trabajo terminan en la comisaría de policía fungiendo como testigos de un asesinato. Santa empieza a sentir que una enfermedad la aqueja, de la cual no se repondrá.
Un tiempo después Santa acepta la vieja propuesta de Rubio de irse a vivir con él. Pero, unas semanas más tarde, Rubio empieza a maltratarla por lo que Santa se sume en el alcoholismo. Luego de un tiempo, Rubio echa a Santa de su hogar, por lo que la muchacha intenta recuperar su vida anterior, pero ya no en la casa de doña Elvira donde ya no se siente bien recibida. Santa va a un burdel que compite con el de doña Elvira pero la rechazan por su enfermedad y por ciertos rumores que se habían difundido sobre ella. 
Después de una noche de andar penando sin saber a donde ir amanece en un hotel con un joven de 16 años que tenía tiempo enamorado de ella. Tras un hermoso día con el joven, inicia la decadencia de Santa, yendo a parar a burdeles que están cada vez en peor estado físico e higiénico. De uno de estos lugares, terminan echándola debido a su enfermedad ya que le es imposible satisfacer a sus clientes, debido a los terribles dolores que la aquejan. Es entonces cuando manda a buscar a Hipólito, quien la lleva a su casa con ayuda de Jenaro. En agradecimiento, quiere entregarse a Hipólito, quién tiene años enamorado de ella y esperando pacientemente por ese momento. Sin embargo, una vez más, los dolores causados por su enfermedad no le permiten cumplir con su propósito. Hipólito a pesar de todo, no la riñe por su imposibilidad, sino que, todo lo contrario llama a un doctor para intentar su curación. El médico le dice que tiene un cáncer de útero muy avanzado ya, y que una operación que podría alargar su vida, pero que se correrían grandes riesgos al llevarla a cabo. Hipólito acepta pagar la operación, la cual le costará alrededor de una cuarta parte de su escasa fortuna. 
La operación se lleva a cabo, pero a la mitad de la misma, Santa muere. Hipólito cumple su última voluntad: que la entierren junto a su madre en el cementerio de su pueblo, Chimalistac.

## Adaptaciones

### Cine
- Santa (1918): Película muda mexicana. Dirigida por Luis G. Peredo, quien también realizó el guion, y protagonizada por Elena Sánchez Valenzuela, como Santa, Alfonso Busson, como Hipólito, y Ricardo Beltri, como “El Jarameño”.
- Santa (1932): Considerada la primera película del cine sonoro mexicano. Dirigida por Antonio Moreno y protagonizada por Lupita Tovar, como Santa, Carlos Orellana, como Hipólito, y Juan José Martínez Casado, como “El Jarameño”.
- Santa (1943): Película mexicana dirigida por Norman Foster y Alberto Gómez de la Vega y protagonizada por Esther Fernández, como Santa, Ricardo Montalbán, como “El Jarameño” y  José Cibrián, como Hipólito.
- Santa (1969): Película mexicana dirigida por Emilio Gómez Muriel y protagonizada por Julissa, como Santa, y Enrique Rocha, como Hipólito.

### Televisión
- Santa (1978): Telenovela mexicana realizada por Televisa, producida por Irene Sabido y dirigida por Miguel Sabido. La adaptación corrió a cargo de Luis Reyes de la Maza. Fue protagonizada por Tina Romero, como Santa, Sergio Jiménez, como Hipólito y Luis Miranda, como “El Jarameño”. En esta versión, el autor Federico Gamboa figuró como uno más de los personajes, que fue interpretado por Manuel Ojeda.